# Comuna de Kołaczyce
Kołaczyce (polaco: Gmina Kołaczyce) é uma gminy (comuna) na Polónia, na voivodia de Subcarpácia e no condado de Jasielski.
De acordo com os censos de 2004, a comuna tem 8816 habitantes, com uma densidade 146,7 hab/km².

## Área
Estende-se por uma área de 60 km², incluindo:
- área agricola: 61%
- área florestal: 32%

## Demografia
Dados de 30 de Junho 2004:
|                      | Total   | Total | Mulheres | Mulheres | Homens  | Homens |
| -------------------- | ------- | ----- | -------- | -------- | ------- | ------ |
|                      | pessoas | %     | pessoas  | %        | pessoas | %      |
| População            | 8816    | 100   | 4405     | 50       | 4411    | 50     |
| Densidade (pop./km²) | 146,7   | 100   | 73,3     | 73,3     | 73,4    | 73,4   |

De acordo com dados de 2002, o rendimento médio per capita ascendia a 1328,53 zł.